# Florin Iordache
Florin Iordache (n. 14 decembrie 1960, Caracal, Olt, România) este un jurist și politician român care ocupă în prezent funcția de președinte al Consiliului Legislativ. Acesta a fost deputat în Parlamentului României, din partea PSD în perioada 2000-2020. A fost președinte al Camerei Deputaților, între 13 iunie–21 decembrie 2016, după revocarea lui Valeriu Zgonea și până la alegerea lui Liviu Dragnea. Între 4 ianuarie și 9 februarie 2017 a fost ministru al Justiției în guvernul condus de Sorin Grindeanu. A demisionat după protestele împotriva unei ordonanțe de guvern promovate de el și care modifica Legea nr. 286/2009 privind Codul penal și Legea nr. 135/2010 privind Codul de procedură penală. Din 4 aprilie 2017, Florin Iordache a fost vicepreședinte al Camerei Deputaților.
Înainte de a intra în politică, Florin Iordache a lucrat ca inginer la Fabrica de Mobilă Caracal, după Revoluție fiind director al SAFAR SF6 Caracal.

## Educație
Florin Iordache este absolvent al facultăților de Mecanică și Drept ale Universității din Craiova, are cursuri postuniversitare de administrație, un masterat în administrație, cursuri postuniversitare de dreptul afacerilor la Universitatea „Nicolae Titulescu” din București, cursuri postuniversitare la Colegiul Național de Apărare, un doctorat în relații economice internaționale și cursuri postuniversitare la Institutul Diplomatic Român.

### Acuzații de plagiat
Pe 16 ianuarie 2017, Newsweek a publicat o analiză a tezei de doctorat intitulată „Impactul corporațiilor transnaționale asupra proceselor de integrare economică a României în UE”, susținută de Florin Iordache la Universitatea Liberă Internațională din Moldova (ULIM). Potrivit acestei analize, Iordache a plagiat blocuri mari de text, fără să indice sursa și fără să folosească ghilimelele, din numeroase surse, majoritatea acestora fiind neacademice. ULIM este cunoscută în comunitatea educațională din Republica Moldova ca o „fabrică de diplome”.

## Carieră politică
Activitatea politică a lui Florin Iordache a început în 1996, la Caracal, când a intrat în Partidul Socialist (PS, fondat și condus de Tudor Mohora), în același an fiind ales și viceprimar al municipiului Caracal, fotoliu pe care l-a ocupat până în 2000. A fost președintele organizației județene PS Olt. În 2000 a trecut la PDSR și a candidat pe listele acestui partid pentru Camera Deputaților în 2000. A obținut atunci primul mandat de deputat. A obținut următorul mandat pentru Camera Deputaților în 2004, apoi încă un mandat în 2008, reînnoit în 2012.
În cadrul PSD a fost președinte și vicepreședinte al organizației Olt. Potrivit declarației de interese, Florin Iordache este vicepreședinte al Asociației Generale a Vânătorilor și Pescarilor Sportivi din România și arbitru la Curtea de Arbitraj Internațional. Din iunie 2016 și până la încheierea mandatului Parlamentului, Florin Iordache a fost președinte interimar al Camerei Deputaților, urmare a revocării lui Valeriu Zgonea din această funcție. Până în februarie 2015, a ocupat funcția de președinte al Comisiei pentru muncă și protecție socială. A fost membru în Comisia pentru regulament și în Comisia juridică, de disciplină și imunități.
În calitate de deputat PSD, Florin Iordache s-a remarcat prin mai multe proiecte de legi menite să slăbească justiția. Iordache a propus, în 2013, modificarea Legii nr. 51/1991, prin care procurorii nu mai pot utiliza în dosarele de corupție interceptările realizate pe mandate de siguranță națională. Florin Iordache se numără printre inițiatorii legii care le asigură avocaților superimunitate. În decembrie 2013, Florin Iordache a fost prezentat de presă ca parlamentarul care a coordonat în Parlament modificările aduse Codului penal de Comisia juridică a Camerei Deputaților și aprobarea proiectului de lege privind amnistia și grațierea.